# Ignazio Michele Crivelli
Ignazio Michele Crivelli (ur. 30 września 1698 w Cremonie, zm. 29 lutego 1768 w Mediolanie) – włoski kardynał.

## Życiorys
Urodził się 30 września 1698 roku w Cremonie, jako syn Giuseppego Angela Crivelliego i Francesci Marii Ferrari. Studiował na La Sapienzy, gdzie uzyskał doktorat utroque iure. Następnie został referendarzem Trybunału Obojga Sygnatur i relatorem Świętej Konsulty. 16 kwietnia 1739 roku przyjął święcenia diakonatu, a 30 kwietnia – prezbiteratu. 30 września został tytularnym arcybiskupem Cezarei, a 4 października przyjął sakrę. Pełnił rolę nuncjusza w Niemczech (1740–1744), Flandrii (1744–1754) i w Austrii (1754–1760). 24 września 1759 roku został kreowany kardynałem prezbiterem i otrzymał kościół tytularny San Bernardo alle Terme. Zmarł 29 lutego 1768 roku w Mediolanie.